# Kanton Châteauneuf-sur-Cher
Kanton Châteauneuf-sur-Cher (francouzsky Canton de Châteauneuf-sur-Cher) je francouzský kanton v departementu Cher v regionu Centre-Val de Loire. Tvoří ho 11 obcí.

## Obce kantonu
- Chambon
- Châteauneuf-sur-Cher
- Chavannes
- Corquoy
- Crézançay-sur-Cher
- Saint-Loup-des-Chaumes
- Saint-Symphorien
- Serruelles
- Uzay-le-Venon
- Vallenay
- Venesmes